# Schizopelex huettingeri
Schizopelex huettingeri är en nattsländeart som beskrevs av Malicky in Malicky och Kumanski 1974. Schizopelex huettingeri ingår i släktet Schizopelex och familjen krumrörsnattsländor. Inga underarter finns listade i Catalogue of Life.